# Aérodrome de Djangou
 (mars 2024).
L'aéroport de Djangou (code OACI : DXDP) est un aéroport desservant Dapaong au Togo.